# Boëthius-meester

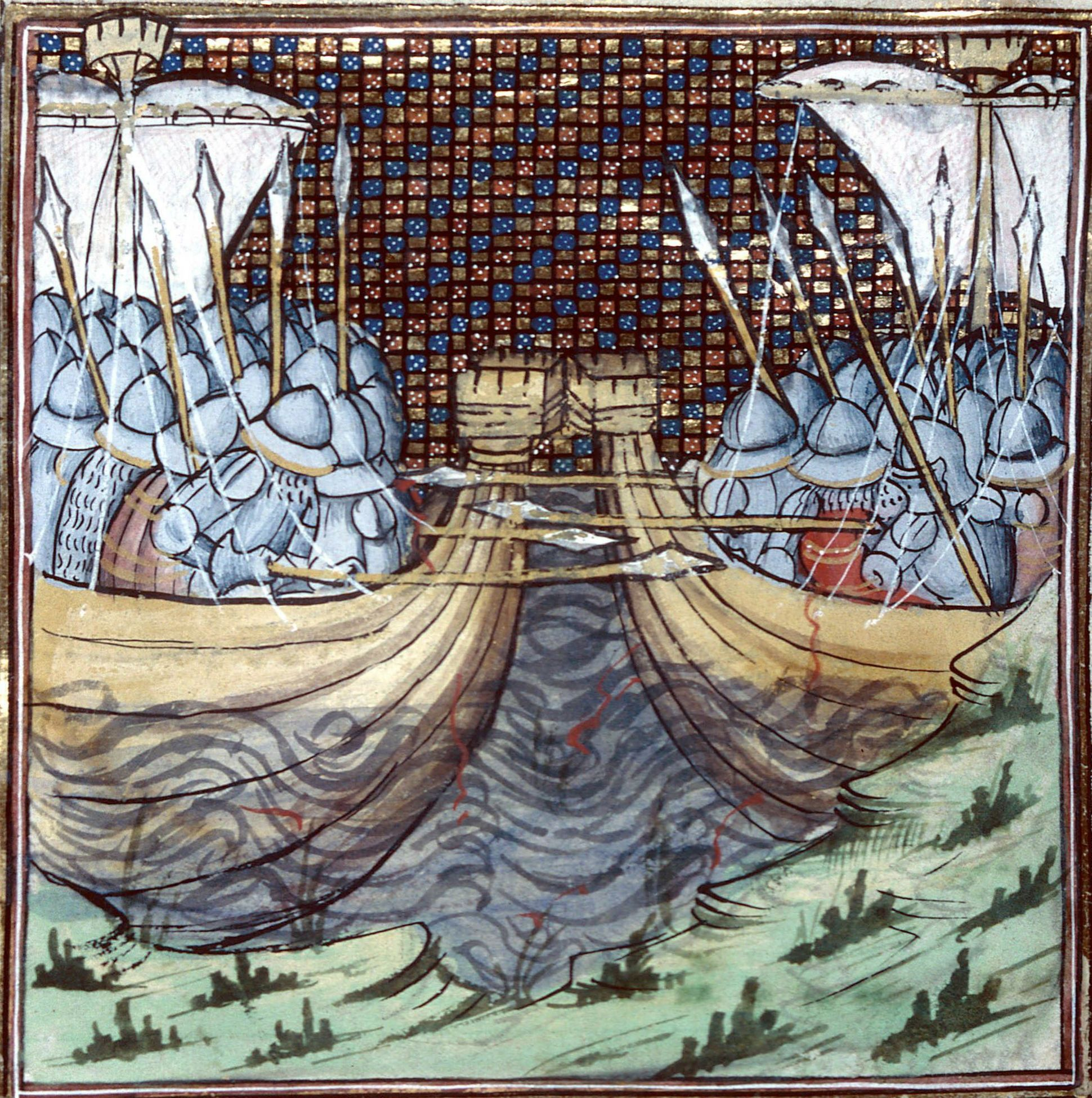
De Slag bij Sluis, Besançon, Bibliothèque Municipale, mss 864-865

De Boëthius-meester is de noodnaam voor een miniaturist die actief was tussen 1410 en 1440 in Parijs. Hij kreeg zijn noodnaam naar een exemplaar van de De consolatione philosophiae van Anicius Manlius Torquatus Severinus Boëthius dat door hem verlucht werd. Hij werkte frequent samen met de Giac-meester, onder meer aan de illustratie van diverse (meer dan twaalf) exemplaren van de Kroniek van Froissart die werden gemaakt op initiatief van de boekhandelaar Pierre de Lifol. Uit het afgeleverde werk blijkt duidelijk dat er sprake was van samenwerking tussen twee onafhankelijke meesters, die geen deel uitmaakten van een atelier.
Naast de Froissarts werkten ze nog samen aan zes andere manuscripten:
- Twee Facta et dicta memorabilia van Valerius Maximus  (BnF, fr. 20320 en Oxford, Bodleian Library, Ms. Douce MSS 202-203),
- Een De proprietatibus rerum van Bartholomaeus Anglicus in een Franse vertaling (Livre des proprietés des choses) door Jean Corbichon (BnF, fr. 22531),
- Twee historiebijbels van Petrus Comestor in een Franse vertaling van Guyart Des Moulins (BnF, fr. 3-4 en fr. 15393-15394)
- Een Traité des vices et des vertus van Jacques le Grand gemaakt voor de abdij van Saint Victor in Parijs (BnF, lat. 14245).

Naast zijn samenwerking met de Giac-meester weten we dat de Boëthius-meester occasioneel samenwerkte met de Boucicaut-meester wiens werk hij al vanaf 1415 imiteerde, maar hij had nauwere connecties met de Meester van de Berry-Apocalyps wiens werk hij zou hebben nagebootst.

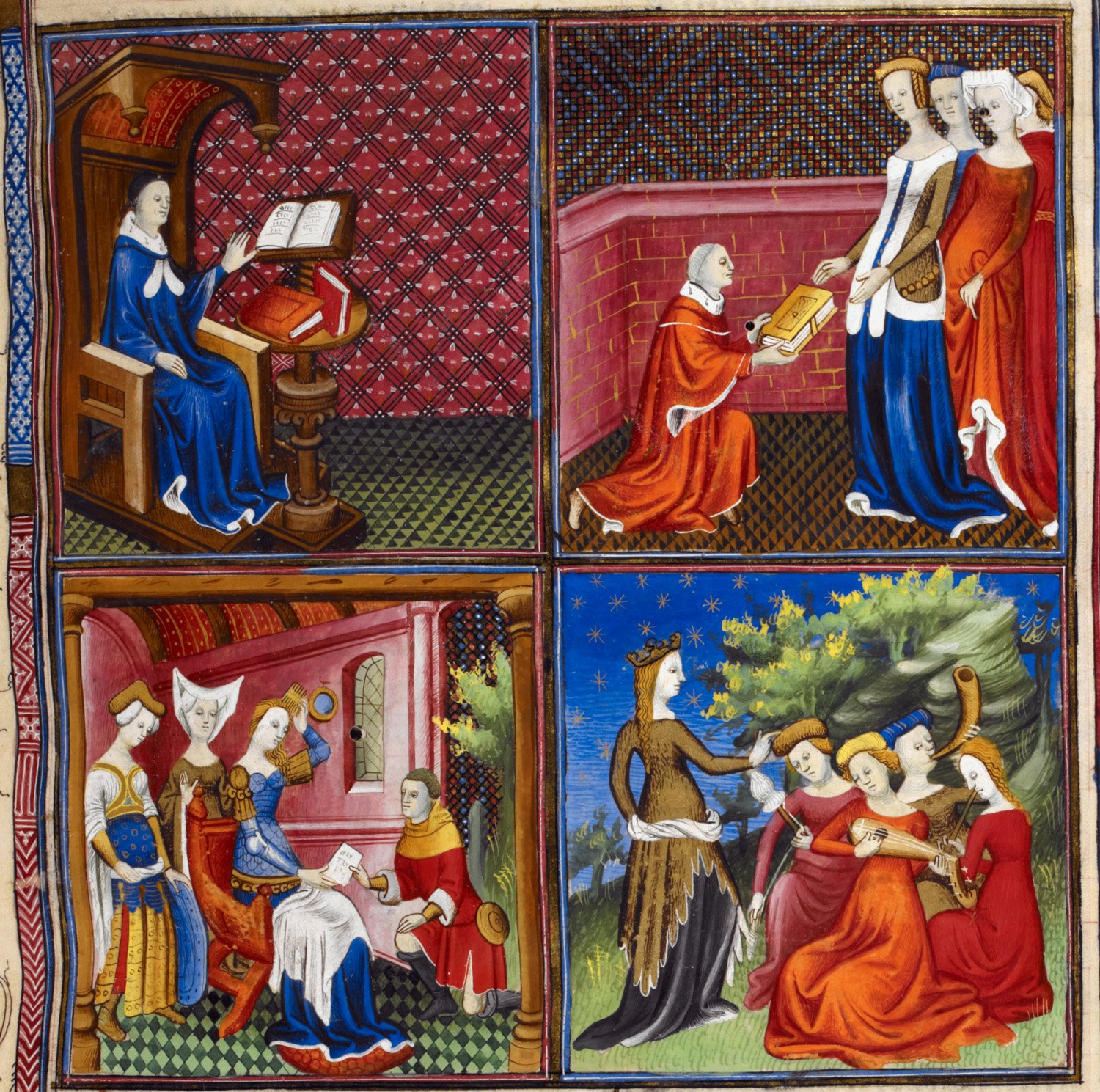
Des cleres et nobles femmes, British Library Royal 20 C V.

## Stijlkenmerken
Deze meester werkte veel meer aan historische werken dan aan religieuze. Hij verluchtte naast de eerder genoemde werken onder meer een Vie de saint Louis voor de dauphin Louis de Guyenne, een  Grandes Chroniques de France, een   Arbre des batailles van Honoré Bovet, een  Kroniek van Normandië met de wapens van du Chastel  en een kopie van de  Des cleres et nobles femmes     met de wapens van Beaufort. Verder zijn er drie gedateerde manuscripten van zijn hand: een Consolation de Philosophie door Boethius afgewerkt in 1414 (BnF, fr. 12459), een Commentaar op de Psalmen gemaakt in 1415 voor Girard Morel, pastoor van Monampteuil in het bisdom Laon (BnF, fr. 964) en de frontispice van een Manuel d’histoire de Philippe de Valois gekopieerd in Parijs in 1416 (BnF, n.a.fr. 14285.

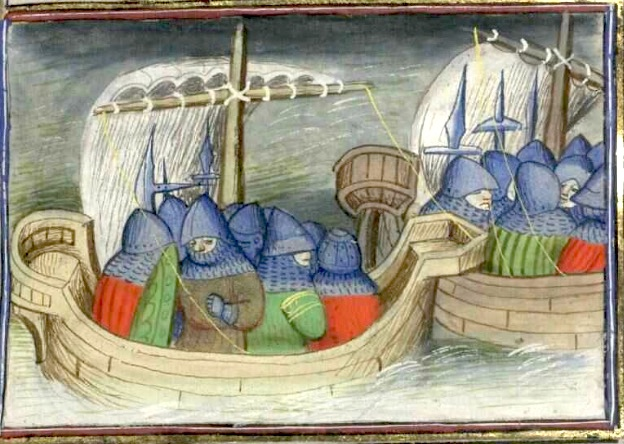
Aankomst in Gravelines, Besançon, Bibliothèque Municipale, mss 864-865

In de Kroniek van Froissart die bewaard wordt in Besançon krijgen we mooie voorbeelden van zijn voorstelling van veldslagen. De strijders zijn voorgesteld in blauwe harnassen en de indruk van een massale groep wordt gerealiseerd door rijen opeengepakte helmen. Ze dragen geen kentekens waaraan men de legers kan onderscheiden. Sommige ridders dragen een tuniek gekleurd in oranje, groen, donker roze en mozaïek-goud (aurum musivum). Koningen en prinsen zijn gekleed in een rode of blauwe houppelande afgeboord met hermelijn. De gezichten zijn niet erg expressief, bleek, opgehoogd met blauw, ze zijn vrij karakteristiek voor deze meester. De achtergronden, lijnmozaïeken in goud, blauw en oranje zijn niet echt bijzonder. De beste miniaturen van de meester zijn de marine zichten zoals de zeeslag bij La Rochelle. In sommige daarvan laat hij in de achtergrond water en lucht in mekaar overgaan